# Joaquim Bofill i Vidal
Joaquim Bofill i Vidal (Calonge, Baix Empordà, 1914 – Sant Celoni, Vallès Oriental, 1988) fou músic instrumentista català de tenora i saxo.

## Biografia[1]
Joaquim Bofill va néixer l'11 d'octubre del 1914 al número 4 del carrer Nou, a cal Pigall, de Calonge. Va ser l'únic fill del matrimoni format per Segimon Bofill, taper de professió, i Francesca Vidal, tots dos naturals de Calonge.
Els primers estudis musicals i l'inici amb la tenora els va fer amb l'avi Rafael Colom. A finals dels anys vint del segle xx va començar a tocar amb la cobla local Els Calongins. L'any 1929 va marxar a la Catalunya, de Bordils. I dos anys més tard, a la Principal de Bordils. Només un any, ja que el van venir a buscar per tocar amb la Lira de Sant Celoni, on ja tocaven altres calongins. Durant la Guerra Civil Espanyola, juntament amb altres músics de Calonge, com també de Palamós i la Bisbal d'Empordà, va integrar-se a la banda de la columna de milicians d'ERC Macià-Companys. Van ser uns mesos. En acabar el conflicte, es va incorporar de nou a la Lira de Sant Celoni, on es va estar fins a la seva desaparició, l'any 1967.
Durant molts anys, Bofill va ser el primer tenora de la Lira. També va ser-ne el representant durant els darrers anys, juntament amb el també músic calongí Enric Molla i Margarit. Durant aquells anys a Sant Celoni va conèixer Maria Cuminal, amb qui es va casar l'any 1943.
Arran de la desaparició de la Lira, va marxar a tocar amb la Principal de Gràcia de Barcelona. Posteriorment, amb la Montjuïc, també de Barcelona. I va acabar a la Cobla Municipal Ciutat de Barcelona, on es va jubilar.
Va morir a Sant Celoni el mes de febrer del 1988.
No va compondre cap sardana, però el company músic Ramon Vilà i Ferrer li va dedicar dues sardanes: Ara em toca a mi i Batalladora.